# František Adolf Hering
František Adolf Hering (4. července 1853, Karlov - 30. srpna 1910, Mariánské Lázně) byl český inženýr, ředitel a prokurista Ringhofferových závodů v Praze na Smíchové.

## Život
Narodil se jako první ze tří sourozenců v osadě Karlov na Křivoklátsku. Karlov je dnes částí obce Roztoky u Křivoklátu. Jeho otec byl (podle tehdejší terminologie) mistr ovčák - vrchnostenský sluha ovčácký na panství Fürstenbergů na zámku Nižbor. V době jeho dospívání se postupně měnil charakter regionu Křivoklátska a i obce Nižbor (tehdy Nová huť) a řada mladých lidí odcházela do rozvíjejícího se Kladna a do Prahy. Nejstaršímu synovi mohla rodina poskytnout vzhledem k jeho nadání potřebné vzdělání. František Adolf Hering většinu aktivního života pak prožil v Praze, a cítil se především Smíchovákem. Ve svém aktivním věku se pohyboval v kruzích vzdělanců, měl dobré vztahy s rodinou barona Ringhoffera, významného podnikatele a politika. Jeho přítelem byl cestovatel Josef Kořenský, a také Vojta Náprstek, znal se i s dalšími významnými osobnostmi z technické, obchodní i kulturní sféry tehdejší společnosti. Na konci 19. století patřil mezi známé pražské sběratele umění. Jeho životní dráha, kterou se sám profesně prezentoval především jako dopravní technik, byla velmi obsáhlá a různorodá. Přes svoje prioritní technické a obchodní zaměření měl velký okruh zájmů. Ve své řídící funkci ve smíchovské firmě dbal na slušné vztahy k zaměstnancům a dělníkům, a měl proto mezi nimi i odpovídající autoritu. F.A.Hering díky svým zásluhám obdržel rytířský kříž řádu Františka Josefa, řád železné koruny III.třídy a důstojnický řád Rumunské koruny. F.A.Hering se roku 1908 ve věku 55 let vzdal z důvodu zdravotních problémů funkce ředitele, ale zůstal i nadále prokuristou a členem rodinné rady Ringhofferů.
Zemřel v Mariánských Lázních dne 30. srpna 1910 ve 23:00 hodin ve věku 57 let na srdeční mrtvici. Pohřeb měl 3. září 1910 v basilice sv. Václava na Smíchově, byl pohřben na hřbitově na Malvazinkách, ale jeho hrob již není k nalezení.

## Profesní kariéra
V Praze studoval na nižším gymnasiu v Praze III., a maturoval na reálné škole v Karlíně. Po absolvování školy pracoval nejdříve dva roky jako jako volontér v kladenských hutích, patřících Pražské železářské společnosti. Poté vstoupil do služeb továrny Františka Ringhoffera na Smíchově, nejdříve jako asistent, a dále byl povýšen do funkce šéf inženýra kreslíren. V letech osmdesátých zastával funkci vrchního inženýra ve vozárně.
Od roku 1891, tedy od svých 36 let, do roku 1908, tedy celkem 17 let, byl ve funkci ředitele této významné firmy. Zároveň se vstupem do této pozice obdržel nejprve tzv. kolektivní prokuru, později pak samostatnou prokuru, a stal se členem rodinné rady majitelů firmy. Vedl veškerý rozsáhlý export firmy do Ruska, Rumunska, Bulharska, Srbska, Turecka, Francie, Malé Asie a do severní Afriky. F. A. Hering podnikal stále studijní cesty po celé Evropě a do Severní Ameriky. Díky svým obchodním cestám znal dopodrobna ruský trh i zemi jako takovou. Ovládal šest jazyků (český, německý, francouzský, anglický, ruský a polský). Byl kromě své významné ředitelské agendy také předsedou Závodní nemocenské pokladny a "Výboru ku správě všech ku blahu dělnictva směřujících zařízení". Podílel se významně na některých sociálních programech, které se pak staly vzorem i pro ostatní společnosti. Byl to například Zaměstnanecký penzijní fond z roku 1878, nebo Dělnické starobní pojištění z roku 1889, které na tehdejší dobu zajišťovaly zaměstnancům vcelku solidní důchody, včetně dalších příspěvků (invalidní renta, pohřebné, výchovné na děti atd.). Tehdy také továrna rovněž nechala stavět domy na smíchovské Mrázovce pro své zaměstnance (celkem pro 700 rodin), které už měly vodovod i kanalizaci. Tato firma byla štikou i v dalších oblastech, jak o tom svědčí závodní lékařská a ambulantní služba, která měla od roku 1886 stálou pohotovost.
Pod vedením zástupce majitelů Ing. Františka Ringhoffera se v podniku realizovala řada progresivních a vývojových změn, na nichž se F. A. Hering s posice ředitele významně podílel. Dařilo se vyvíjet a produkovat konkurenčně zajímavé železniční vagony (4500 vozů za léta 1874 - 1890) a společně s tramvajemi je i úspěšně exportovat do zahraničí. Postupně došlo k vybudování vůbec největší vagonky v rakouské monarchii, která od roku 1863 vyráběla i vozy osobní. Prvních deset vagonů bylo prodáno jižní státní dráze. Zanedlouho přišla prestižní zakázka, a to přímo od císařského dvora ve Vídni. Rodinná firma Ringhoffer na jejím podkladě např. dodala tři salonní vozy pro rakouskou císařovnu Alžbětu.
F. A. Hering publikoval řadu odborných národohospodářských a technických článků a pojednání, např. mimo jiné Dějiny stavby vagonů v Rakousku, pro ministerstvo obchodu sestavoval oficielní zprávy o světových výstavách v Paříži a v Chicagu, a mnoho dalších statí.
Jako známý národohospodář byl vybrán mezi zakládající členy Národohospodářského ústavu při České akademii císaře Františka Josefa pro vědy, slovesnost a umění a vedl zde odbor průmyslu a hornictví. Jeho odborný zájem byl ale podstatně širší. Byl např. mimo jiné i např. členem „Permanenz-Komission für Feststellung der Handelswerte u. der Zwischen-verkehrs-Statistik“ při ministerstvu obchodu, byl delší dobu komerčním radou (soudcem-laikem) při pražském Obchodním soudu, členem Kuratoria Technologického muzea při Obchodní komoře pražské, byl členem přípravného výboru Jubilejní zemské výstavy království Českého v Praze v roce 1891, byl jmenován Ministerstvem kultu a vyučování na místo po zemřelém vrchním státním radovi Hlávkovi členem České sekce Moderní galerie Království českého, v pražských uměleckých a kulturních kruzích byl známý jako sběratel umění. Byl významným donátorem, finančně podporoval mj. cesty Josefa Kořenského, do sbírek Moderní galerie odkázal šest významných obrazů českých malířů.

## Cesta do Ameriky
V roce 1896 vydal vlastním nákladem cestopisnou knížku „Cestovní upomínky z Ameriky“ ve vydavatelství J. Otto. Kniha popisuje, jak bylo sedm smíchovských přátel (mladý baron Frant. R., dva synové smíchovských továrníků a čtyři inženýři) vysláno na poznávací cestu do Ameriky. V roce jejich cesty se v Chicagu konala Světová výstava 1893, kterou skupina cestovatelů navštívila. Výstava byla pořádána v souvislosti s 500. výročím objevení Ameriky Kryštofem Kolumbem (zkomoleně se ji říkalo Kolumbická výstava). Na cestu vyrazili 30. dubna 1893 a projeli několik velkých amerických měst, např. New York, Chicago, St.Louis, Pittsburgh, Cincinnati, Washington, Philadelphia, navštívili několik zajímavých přírodních památek a především si prohlédli některé významné americké podniky, včetně největšího světového výrobce vagónů - Pullmannovy závody. Cesta byla dobře připravena a organizována. Na Světové výstavě byly zastoupeny i některé české firmy, včetně Ringhofferových závodů. Výprava se vrátila do Prahy 23. června téhož roku, přičemž je na nádraží vítal i Vojta Náprstek, který jejich cestu sledoval. V Americe se setkávali i s krajany a díky tomu, že navštívili různé významné podniky a instituce, získali mnoho informací o životě v Americe. Všechny tyto informace Hering shromáždil a uvedl v této knížce, která v tehdejší době měla velkou informační hodnotu. Kniha je i v digitalizované podobě uložena v Národní knihovně, což bývá u soukromých tisků málo obvyklé. Zajímavá je poslední věta knížky, kde autor píše, že po přivítání na nádraží po návratu „… o hodinu později úřadoval jsem již zase u svého psacího stolu v továrně“. Ve své knize se zmiňuje i o tom, že si s přítelem Josefem Kořenským, který se proslavil popisem svých dvou velkých cest (Kolem světa a do Asie), vyměňovali navzájem informace. Zajímavé je, že oba byli nezávisle na sobě v Americe ve stejném období, na jaře a v létě roku 1893. Kořenský popsal svoje zážitky a poznatky z cesty po Americe v knížce „Cesta kolem světa“. Zatímco Hering se svými společníky odjel na cestu 30. dubna 1893, Kořenský 23. května 1893, takže se nemohli potkat ani na lodi. Kořenského knížka byla vydána v roce 1895, Heringova v roce 1896. Hering vedle barona Ringhoffera ze svých prostředků i finančně podporoval Kořenské cestovatelské plány. Zatímco Kořenského knížka byla tehdy velmi populární, a autora proslavila, Hering svoji knížku vydal sám svým nákladem v počtu 46 kusů a byla určena jen pro vybraný okruh čtenářů, především pro jeho přátele.